# Trichasterina borealis
Trichasterina borealis är en svampdjursart som beskrevs av Schulze 1900. Trichasterina borealis ingår i släktet Trichasterina och familjen Rossellidae. Inga underarter finns listade i Catalogue of Life.